# Крымский, Юрий Павлович
Юрий Павлович Крымский (1923 — 2001) — советский журналист и писатель, поэт, военный корреспондент.

## Биография
Родился 2 марта 1923 года в Днепропетровске Украинской ССР.
Участник Великой Отечественной войны — добровольцем ушел на фронт в сентябре 1941 года. Был рядовым автоматчиком и артиллерийским разведчиком, воевал на Южном, Северо-Кавказском, Закавказском и 2-м Прибалтийском фронтах. После победы над Германией, участвовал в советско-японской войне. Остался работать в армейской газета в Порт-Артуре в качестве военного корреспондента.
По окончании военной службы приехал в Ростов-на-Дону. Окончил отделение журналистики Ростовского государственного университета, после чего работал в молодежной газете «Комсомолец» (ныне называется «Наше время»), редактировал одну из лучших многотиражных газет города — завода «Ростсельмаш», возглавлял редакцию Ростовского областного телевидения, был собкором по Северному Кавказу центральной «Медицинской газеты. Одновременно писал прозу (публицистика) и стихи. 
Важным событием в его творчестве стал выход в 1979 году (к 50-летию «Ростсельмаша»), публицистической книги «Арсенал степных кораблей», в которой, наряду с Крымским, опубликовали свои очерки и многие сотрудники газеты заводской «Ростсельмашевец». Позднее он стал автором книги «Ровесник века» — об истории другого крупного ростовского предприятия – завода «Красный Аксай». Уже будучи на пенсии, Ю.А. Крымский написал книгу «Легендарный директор» — о знаменитом директоре «Ростсельмаша» Ю.А. Пескове. Несколько книг Крымского посвящены также спорту, в частности — футболу («Одиннадцать дружных»).
Юрий Павлович Крымский — лауреат первой премии им. Николая Погодина (учреждена Ростовской областной организацией «Союз журналистов России», отмечает лучшие работы сотрудников газет, радио и телевидения). Награжден правительственными наградами.
Умер 28 июля 2001 года в Ростове-на-Дону. 
5 июля 2005 года на доме, где жил Юрий Крымский (ул. Чехова, 34) в 1930-1950 годах, была установлена памятная доска.